# AIZUマウントエクスプレス
AIZUマウントエクスプレス（あいづマウントエクスプレス）は、東武鉄道・野岩鉄道・会津鉄道・東日本旅客鉄道（JR東日本）が鬼怒川温泉駅 - 会津若松駅間を運行する快速列車。使用車両であるAT-700形・AT-750形気動車の愛称でもある。
本項では、かつて運行された列車のAIZU尾瀬エクスプレス（あいづおぜエクスプレス）についても記述する。

## 概要
AIZUマウントエクスプレス・AIZU尾瀬エクスプレスは、元来は後述する車両に与えられた愛称である。かつては使用車両の愛称をそのまま列車名としていたため、AT-600形・AT-650形で運転する列車は「AIZU尾瀬エクスプレス」となっていた。その後列車名が統一され、どの車両も「AIZUマウントエクスプレス」として運行されている。

## 運行概況
2022年3月ダイヤ改正時点で、会津若松 - 鬼怒川温泉駅間で1日1往復運行されている。かつては東武日光駅まで直通する列車もあったが、同ダイヤ改正で廃止された。
また土休日を中心に、臨時列車扱いで会津若松行きが磐越西線の喜多方駅まで延長運転している。
全車両普通車自由席で運行されている。鬼怒川温泉駅で東武鉄道の特急「きぬ」または「リバティきぬ」と接続する。
2015年3月のダイヤ改正より号数が付与されている。東武鉄道の特急列車と同様に会津若松方面が下りを表す奇数、鬼怒川温泉方面が上りを表す偶数となっている。

### 停車駅
鬼怒川温泉駅 - 会津若松駅間で1往復運転。1号の停車順に記載（会津高原尾瀬口駅で列車の上下が入れ替わるため）。途中駅の詳細は、各路線のリンクを参照。
- 東武鬼怒川線：鬼怒川温泉駅 - 新藤原駅間
  - 全列車全駅停車
- 野岩鉄道会津鬼怒川線：新藤原駅 - 会津高原尾瀬口駅間
  - 全列車男鹿高原駅を通過
- 会津鉄道会津線：会津高原尾瀬口駅 - 西若松駅間
  - 2号は七ヶ岳登山口駅・会津山村道場駅・会津荒海駅・中荒井駅を通過
- 只見線：西若松駅 - 会津若松駅間
  - 全列車全駅停車

1号が磐越西線会津若松駅 - 喜多方駅間延長運転をする場合、この区間は途中塩川駅のみ停車。

## 使用車両

### 現在の使用車両
- AT-600形・AT-650形[4]（2006年3月18日[5]  - ）
- AT-700形・AT-750形[6]（2010年5月30日[7] - ）

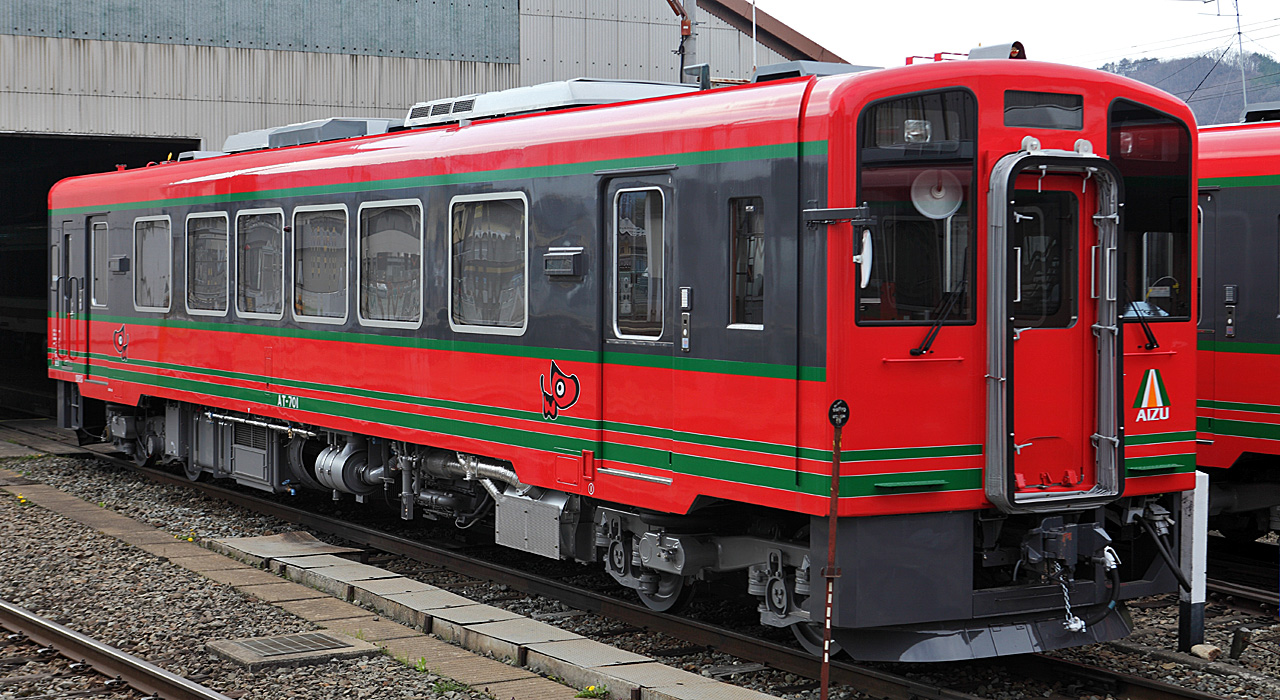
AT-700形
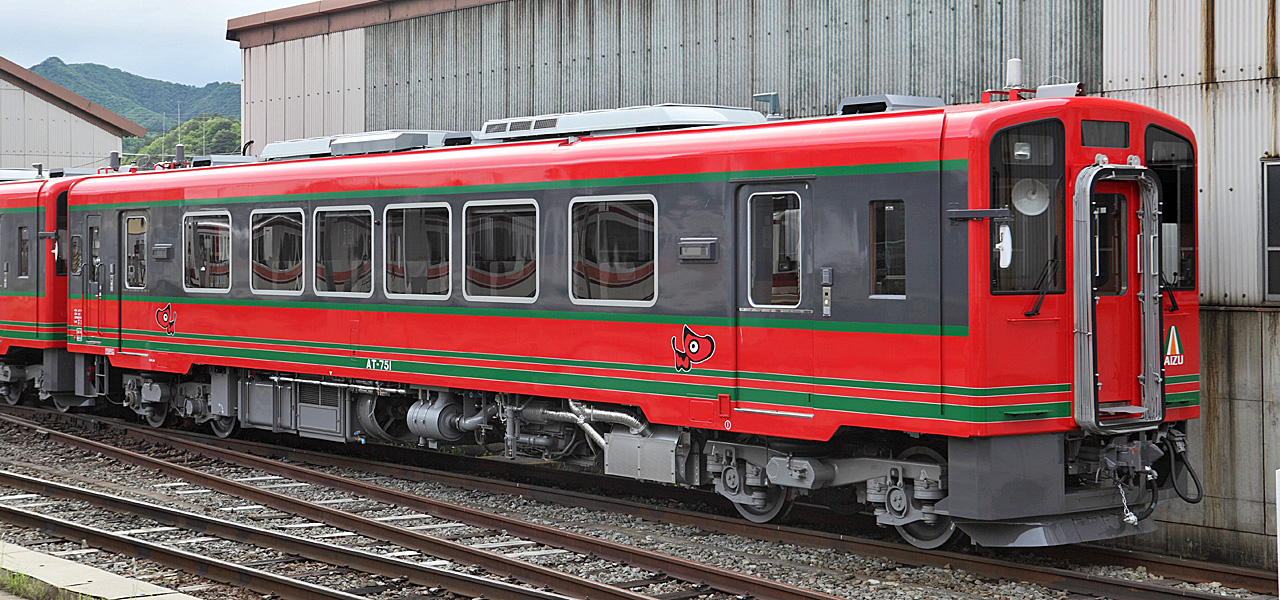
AT-750形
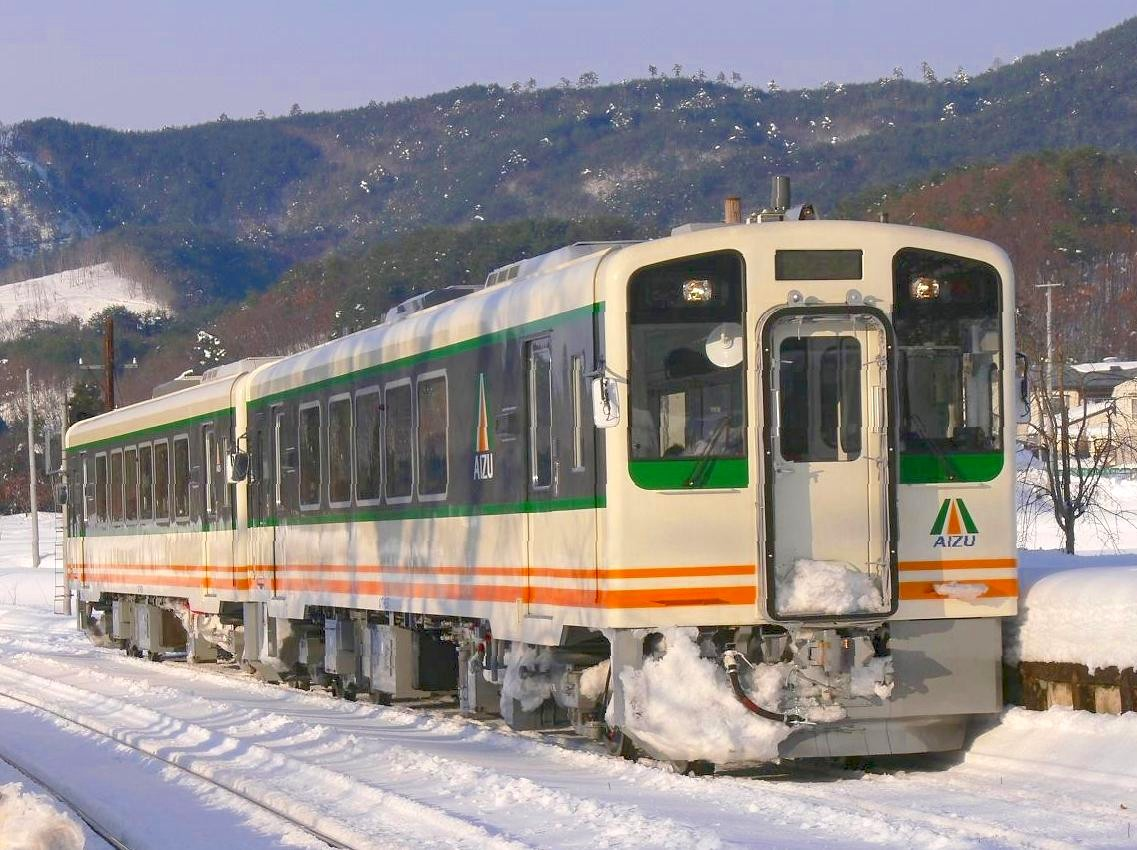
AT-650形・AT-600形

### 過去の使用車両
- キハ8500系 （2002年3月23日 - 2010年5月30日[7]）

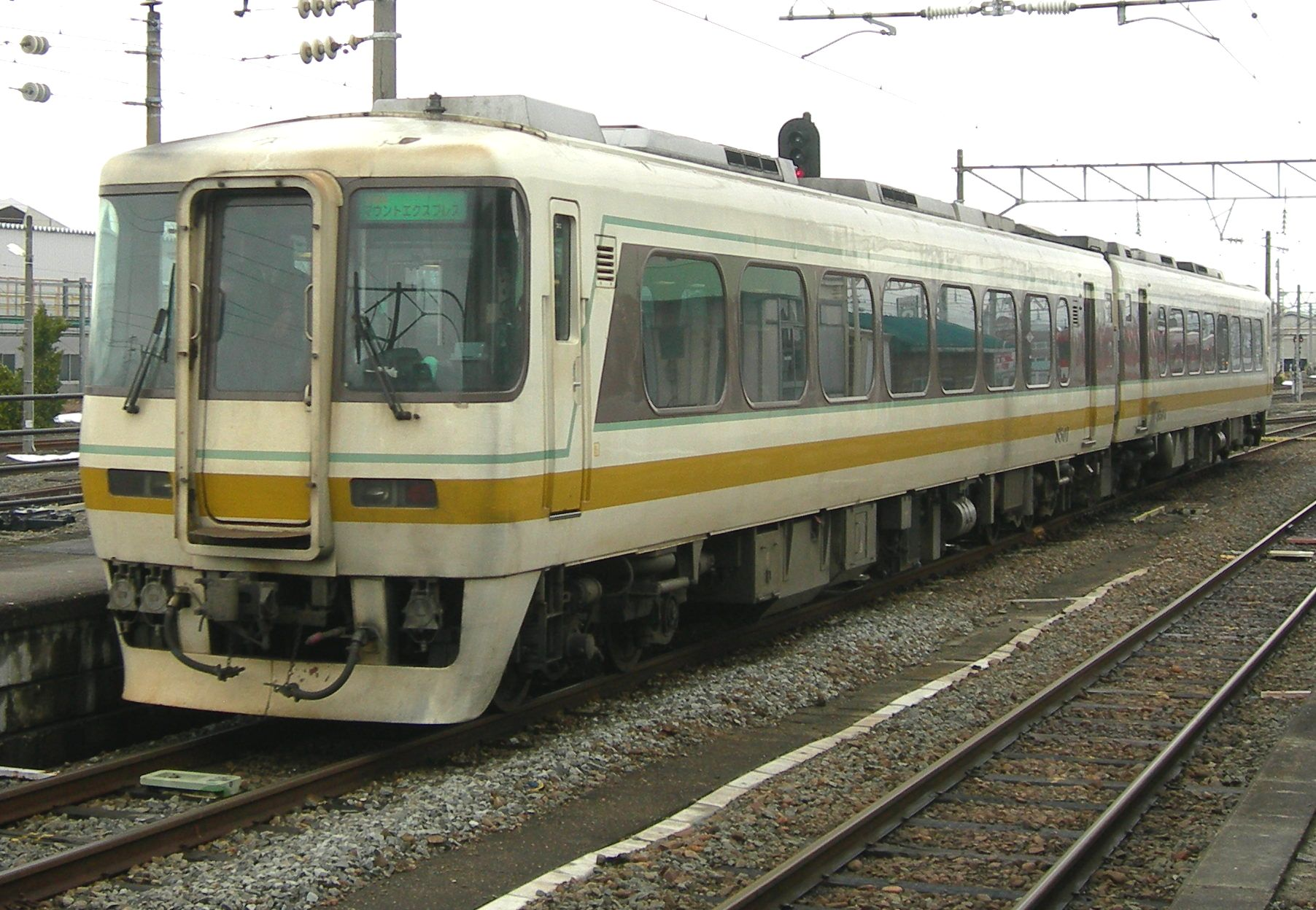
キハ8500系

## 車内サービス
- 2010年（平成22年）5月30日より、2名のアテンダントが乗務し沿線の観光案内と車内販売を開始。
- 2011年（平成23年）6月1日より、車内Wi-Fiの無料サービス「列車でNet」を「AIZUマウントエクスプレス」の上下4列車（2往復）で開始[8]。2012年（平成24年）3月17日からはWi-Fiが利用できる列車が朝の会津高原尾瀬口発会津若松行き普通列車1本 (2104D) の会津田島→会津若松間、「AIZUマウントエクスプレス」のうち東武日光発着1往復、「AIZU尾瀬エクスプレス」1往復に変更され[9]、2013年（平成25年）3月16日からは「AIZU尾瀬エクスプレス」の廃止に伴い、朝の普通列車1本 (2104D) の会津田島→会津若松間と東武日光発着の「AIZUマウントエクスプレス」1往復となっている[10]。
- 2012年（平成24年）3月17日より9月16日まで、快速「AIZUマウントエクスプレス」東武日光行きの車内販売で、「AIZUマウントエクスプレス号 東武日光線直通運転記念乗車券」が販売された。
- 2018年3月31日をもってアテンダント乗務及び車内販売を終了。

## 沿革
- 2002年（平成14年）3月23日 - 快速「AIZUマウントエクスプレス」が会津若松駅 - 会津田島駅間で運行開始[11][5]。元々特急「北アルプス」として使用されていたキハ8500系気動車を使用し、当初は全列車が会津線内全区間にて快速運転を行っていた。
- 2003年（平成15年）10月4日 - 土休日の喜多方駅への延長運転を開始[12]。
- 2005年（平成17年）
  - 3月1日 - ダイヤ改正で浅草駅 - 会津田島駅間で運行されていた東武鉄道急行列車「南会津」が廃止（東武線内運行の「ゆのさと」に変更）。「AIZUマウントエクスプレス」が東武鬼怒川線鬼怒川温泉駅への乗り入れを開始した[5]。この時点で1日2往復が運転されていた[13]。
  - 12月20日 - AT-600形・AT-650形の営業運転開始[13]。
- 2006年（平成18年）3月18日 - ダイヤ改正で快速「AIZU尾瀬エクスプレス」運行開始[5][13]。これにより1日3往復となる[14]。
- 2010年（平成22年）5月30日 - 「AIZUマウントエクスプレス」がAT-700形・AT-750形に置き換え。キハ8500系はこの日限りで運転終了[7]。
- 2012年（平成24年）3月17日 - 1往復を増発し、東武日光駅まで乗り入れ開始[2]。1日4往復となる。
- 2013年（平成25年）3月16日 - ダイヤ改正で快速「AIZU尾瀬エクスプレス」廃止[15]。1日3往復となる。
- 2017年（平成29年）
  - 4月21日 - ダイヤ改正で鬼怒川温泉発着のうち1往復を東武日光発着に変更[16]。
  - 7月22日 - 東武鬼怒川線に東武ワールドスクウェア駅が開業し、停車駅となる[17]。
- 2021年（令和3年）3月13日 - ダイヤ改正で東武日光発着のうち1往復を会津田島発着の普通列車に変更。「AIZUマウントエクスプレス」は1日2往復の運転となる。
- 2022年（令和4年）3月12日 - ダイヤ改正で東武日光発着列車1往復を廃止。磐越西線への延長運転は喜多方行きの片道のみとなる（喜多方発は代替として、会津田島行き普通列車が延長運転を行う。JR線内は快速運転）。